# Canal+ 1 ...30
Canal+ 1 ...30 (antes Canal+ ...30) fue un canal de televisión privado español de pago.

## Historia
Este canal emitía la misma programación que Canal+ 1 aunque con media hora de retraso, permitiendo a los espectadores no perderse nada de la programación de Canal+.
Canal+ ...30 comenzó sus emisiones en noviembre de 2001 reemplazando la señal de Canal+ 16/9 situada en el mismo dial de la plataforma Canal Satélite Digital (hoy Canal+).
El 8 de julio de 2015, tras el nacimiento de Movistar+, la señal cesó sus emisiones.

## Disponibilidad
Canal+ 1 ...30 emitía en exclusiva en Canal+ (anteriormente Digital+), disponible en los todos los paquetes de programación de la plataforma.